# Muhammed XI de Granada
Muhammed XI, llamado el chico o el chiquito, fue rey de la dinastía nazarí de Granada entre los años 1451 y 1454.

## Biografía
Era hijo de Muhammed VIII de Granada.
Después de las derrotas de Muhammed IX de Granada, el zurdo en la campaña de Murcia (1451), los Abencerrajes proclamaron a su candidato Abū Nasr Sa‘d al-Musta‘în bi-l-Lah (Saad) en la parte occidental del reino, mientras en la oriental, con centro en Málaga, era proclamado Muhammed el chico; sin embargo, en 1452 fue derrotado por Muhammed IX el zurdo. Éste murió en 1453 y la facción que le apoyaba se volvió a levantar, alcanzando esta vez el poder en el emirato de Gharnata además de Málaga y Almería, mientras el rebelde Saad ibn Ali, vasallo de Castilla, sólo era reconocido en la parte occidental, con centro en Ronda. Muhammed firmó con Castilla una tregua que era onerosa para el reino de Granada, lo que le hizo perder el apoyo de sus partidarios. Por otra parte Saad había roto con Castilla (agosto) y tenía el apoyo de los influyentes Abencerrajes. La ciudad de Granada proclamó a Saad (1454) y Muhammed huyó a Málaga.
Poco después fue derrotado y capturado por el hijo de Saad, Abū ul-Hasan ‘Ali ben Sa‘d (Muley Hacén en las crónicas cristianas), y ejecutado junto con toda su familia en la Alhambra.